# غويلرمو بيريز (لاعب تايكوندو)
غويلرمو بيريز (بالإسبانية: Guillermo Pérez Sandoval)‏ هو لاعب تايكوندو مكسيكي، ولد في 14 أكتوبر 1979 في Taretan ‏ في المكسيك.

## وصلات خارجية
- غويلرمو بيريز على موقع TaekwondoData.com (الإنجليزية)
- غويلرمو بيريز على موقع أوليمبيديا (الإنجليزية)